# Gemínidas
As Gemínidas,   Geminidas,   ou Geminídeos,  são chuvas de meteoros causadas pelo objeto 3200 Faetonte, que acredita-se ser um asteroide da família Palas, com uma órbita de "cometa rochoso". Isto faz das Gemínidas, junto com as Quadrântidas, as duas principais chuvas de meteoros que não se originam de um cometa.
Os meteoros destas chuvas são lentos, e podem ser vistos em dezembro, com pico normalmente em torno do dia 13 ou 14, e a data de maior intensidade sendo a manhã do dia 14. Acredita-se que a intensidade das Gemínidas esteja aumentando a cada ano, e as últimas delas apresentaram 120 a 160 meteoros por hora, sob condições ótimas, geralmente em torno de 02:00 a 03:00, hora local.
As Gemínidas foram observadas pela primeira vez em 1862, bem mais recente que qualquer outra chuva de meteoros como as Perseídeas (36 EC), e Leónidas (902 EC).

## Radiante

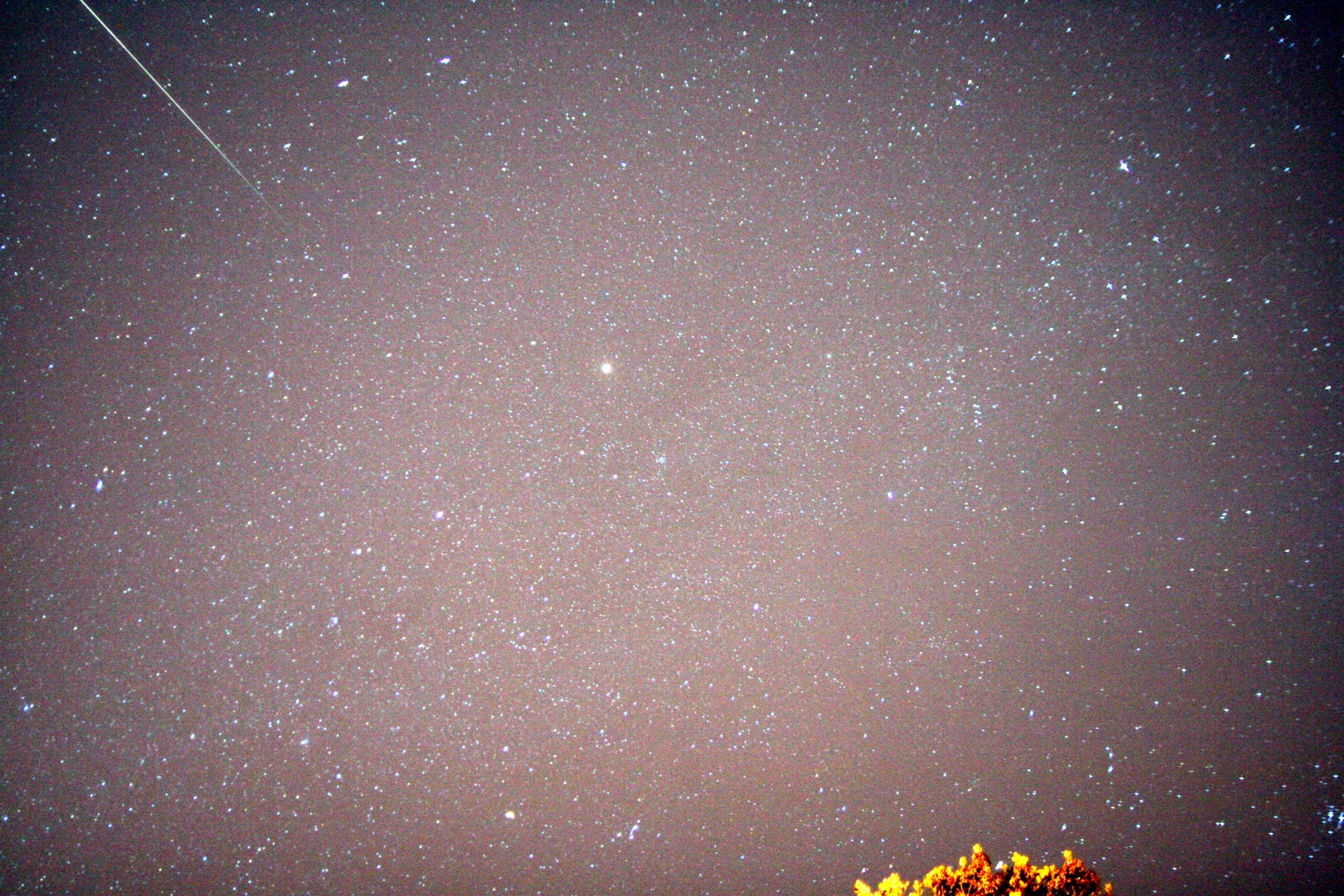
Um meteoro das Gemínidas em 2009, visto de São Francisco

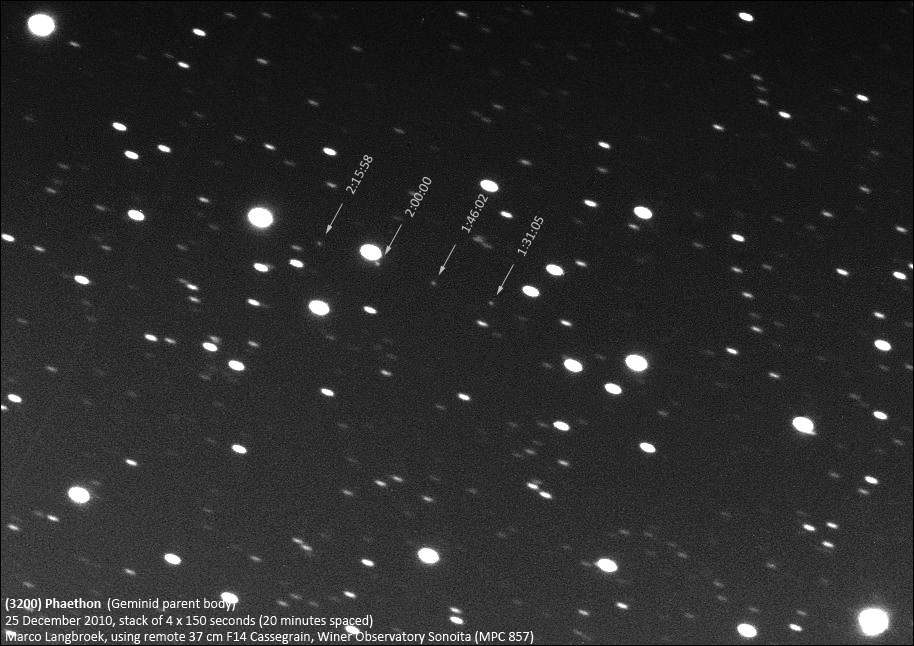
Asteroide (3200) Faéton, o corpo que originou as Gemínidas, registrado em 25 de dezembro de 2010 com o telescópio F14 Cassegrain de 37 cm do Observatório Winer, Sonoita (MPC 857)

Os meteoros destas chuvas parecem vir de um radiante na constelação de Gêmeos (daí o nome). Entretanto, eles podem aparecer em qualquer lugar do céu, e geralmente têm cor amarelada. Ao norte do equador, o radiante se eleva logo depois do pôr do sol, atingindo uma elevação visível do fim da tarde em diante. No hemisfério sul, o radiante aparece somente a cerca da meia noite. Os meteoros viajam a uma velocidade média em relação a outras chuvas, a cerca de 35 km/s, tornando-os fáceis de notar. As Gemínidas são consideradas as chuvas mais consistentes e ativas. Normalmente os meteoros se desintegram a altitudes acima de 38 km.
Em 2005, a observação destas chuvas de meteoros foi limitada devido a uma lua cheia ofuscando os meteoros, bem menos brilhantes. Nas chuvas de 2006, a lua estava crescente a 33%. Em 2007 as chuvas aconteceram durante uma lua nova, com a melhor posição de visualização sendo no hemisfério sul, com a Austrália, Nova Zelândia e Chile recebendo destaque. Em 2008 as chuvas coincidiram com uma lua cheia. Em 2009, o pico ocorreu dois dias antes de uma lua nova.
| Ano  | Período de atividade das Gemínidas | Pico máximo    | THZmax         |
| ---- | ---------------------------------- | -------------- | -------------- |
| 2006 | 7–17 de dezembro                   | 14 de dezembro | 115            |
| 2007 |                                    | 15 de dezembro | 122            |
| 2008 |                                    | 14 de dezembro | 139            |
| 2009 |                                    | 13 de dezembro | 120            |
| 2010 | 7–17 de dezembro                   | 14 de dezembro | 127            |
| 2011 |                                    | 14 de dezembro | 198            |
| 2012 | 4–17 de dezembro                   | 13 de dezembro | 109            |
| 2013 | 4–17 de dezembro                   | 14 de dezembro | 134            |
| 2014 | 4–17 de dezembro                   | 14 de dezembro | 120 (previsão) |